# Maid of Orleans (The Waltz Joan of Arc)
Maid of Orleans (The Waltz Joan of Arc) – trzeci singiel angielskiego zespołu OMD pochodzący z trzeciego albumu studyjnego Architecture & Morality. Singiel został wydany 15 stycznia 1982 za pośrednictwem wytwórni DinDisc.